# Botafogo FC (PB)
Der Botafogo Futebol Clube (kurz Botafogo FC) ist ein brasilianischer Fußballverein aus João Pessoa im Bundesstaat Paraíba. Der Club wurde nach dem Vorbild des Botafogo FR aus Rio de Janeiro gegründet und übernahm dessen Farben und Logo; das Logo wurde später modifiziert.

## Erfolge
Männer
- Série D: 2013
- Staatsmeisterschaft von Paraíba: (30×) 1936, 1937, 1938, 1944, 1945, 1947, 1948, 1949, 1953, 1954, 1955, 1957, 1968, 1969, 1970, 1975, 1976, 1977, 1978, 1984, 1986, 1988, 1998, 1999, 2003, 2013, 2014, 2017, 2018, 2019
- Staatspokal von Paraíba: 2010

Frauen
- Staatsmeisterschaft von Paraíba: 2011, 2015, 2016, 2017, 2018, 2020